# Raffaele Quaranta
Raffaele Quaranta (Poggiardo, 3 agosto 1966) è un allenatore di calcio ed ex calciatore italiano, di ruolo centrocampista.

## Carriera
Cresciuto nel Bari, non debutta mai nella prima squadra dei galletti.
Il suo esordio fra i professionisti avviene nella Serie C1 1985-1986 quando gioca con il Monopoli. In seguito disputa due stagioni in Serie C2 con la Pro Italia Galatina.
Nel 1988 passa alla Fidelis Andria dove al primo anno ottiene la promozione dalla Serie C2 (con vittoria del campionato) e poi, dopo tre anni, il salto dalla Serie C1 alla cadetteria. Coi pugliesi disputa così da titolare le successive tre stagioni in Serie B.
Dal 1995 passa al Casarano dove gioca per tre anni nel campionato di Serie C1.
Nel 1998 si trasferisce per la prima volta a una squadra non pugliese, firmando col Crotone dove milita per un anno ancora in Serie C1. Nel 1999 gioca nella stessa categoria, nel girone settentrionale, con il Pisa dove vince la Coppa Italia di Serie C.
Gioca le sue ultime due stagioni professionistiche con il Tricase in Serie C2.
In carriera ha totalizzato 96 presenze in Serie B (con 4 reti).

## Palmarès

### Giocatore
- Campionato italiano Serie C2: 1

Fidelis Andria: 1988-1989 (girone C)
- Coppa Italia Serie C: 1

Pisa: 1999-2000